# Хрестоцвітий клоп ріпаковий
Хрестоцвітий клоп ріпаковий (Eurydema oleracea) — вид клопів з родини щитників (Pentatomidae).

## Поширення
Цей вид поширений в Європі, Північній Африці, Західній і Центральній Азії. Віддає перевагу відкритим місцевостям з низькою рослинністю.

## Опис
Довжина тіла 5-7 мм. Основне забарвлення тіла чорне. Молоді особини мають білі або жовті плями, а особини, що перезимували, змінюють колір плям на червоний. Нижня сторона тіла спочатку білого або світло-жовтуватого кольору, а після зимівлі стає чорною.

## Спосіб життя
Трапляється на відкритих місцях, у низькій рослинності. Живиться соками хрестоцвітих рослин. При масовій появі є шкідником овочевих культур, особливо капусти, редьки, ріпи, брукви, хрону, ріпака. Яйця відкладають на стеблах і суцвіттях рослин-господарів порціями, як правило, приблизно по дванадцять штук у двох акуратних рядах. Кожна самиця відкладає шістдесят-вісімдесят яєць протягом чотирьох-шести тижнів. Німфа блідо-сіра з темно-бурою переднеспинкою і плямами на спинній стороні черевця. Він линяє п'ять разів. І дорослі особини і німфи живуть цілком відкрито на рослинах. Імаго зимують, впавши в сплячку на опадах листя на узліссях або в кущах.